# University of North Carolina at Asheville
University of North Carolina at Asheville är ett offentligt universitet av typen liberal arts college i Asheville i North Carolina i USA som är en del av det delstatliga universitetssystemet i North Carolina.
Universitetet grundades 1927 som Buncombe County Junior College.